# بلبل سردودی
بلبل سردودی (نام علمی: Pycnonotus aurigaster) نام یک گونه از سرده بلبل‌ها است.

## نگارخانه

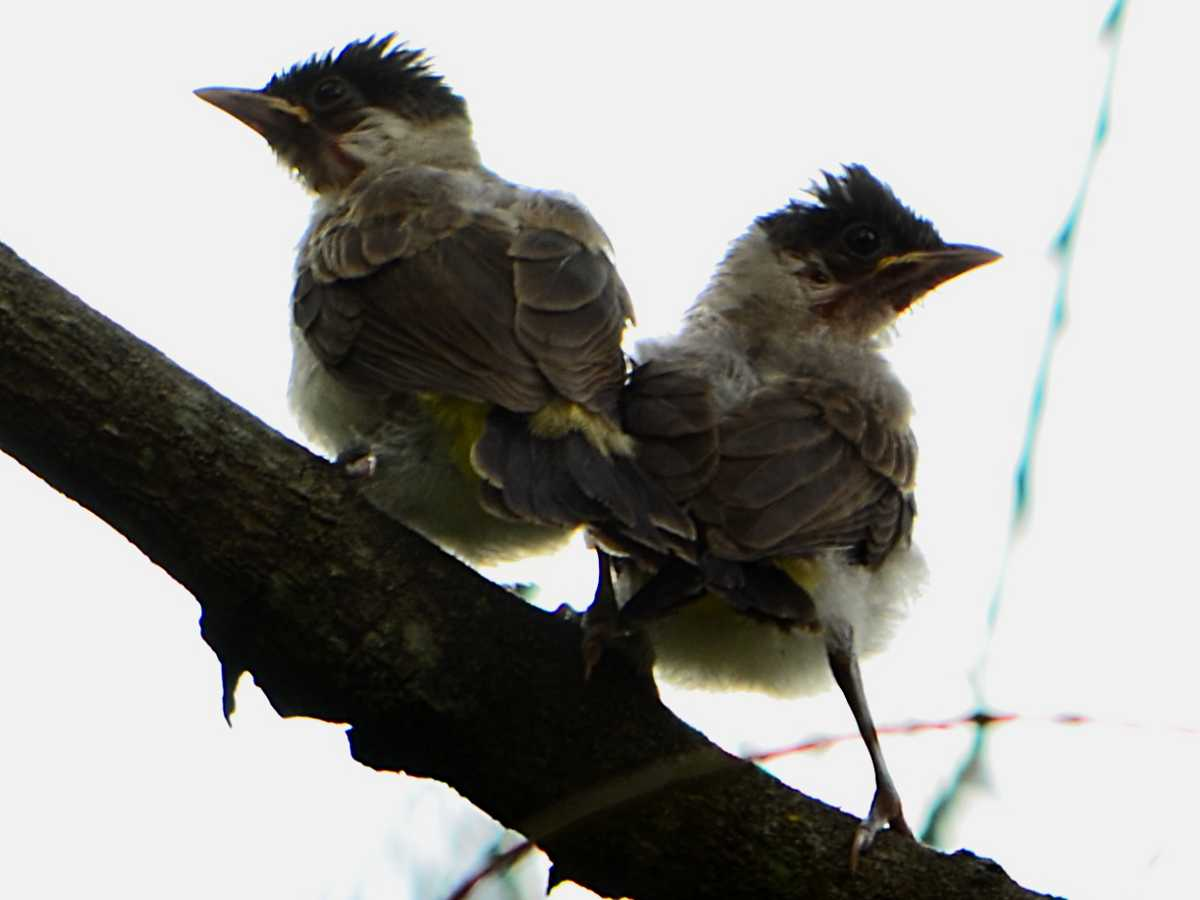
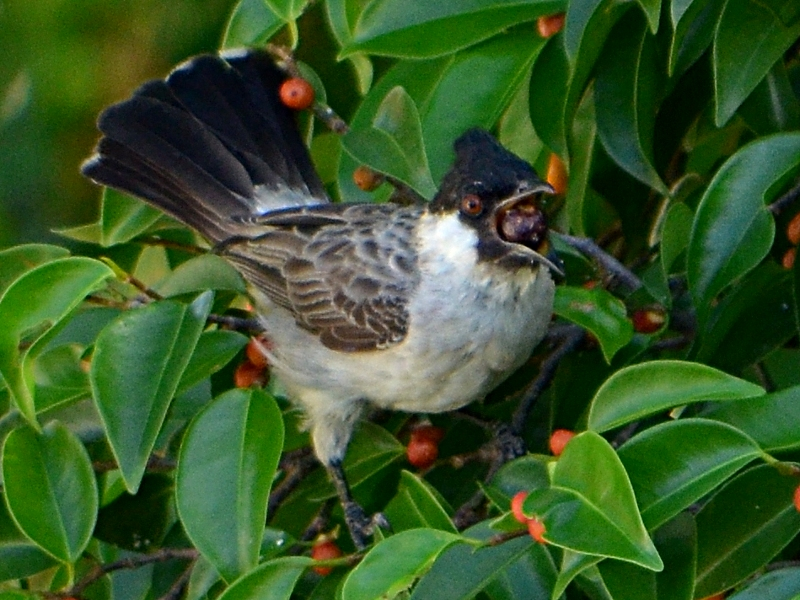
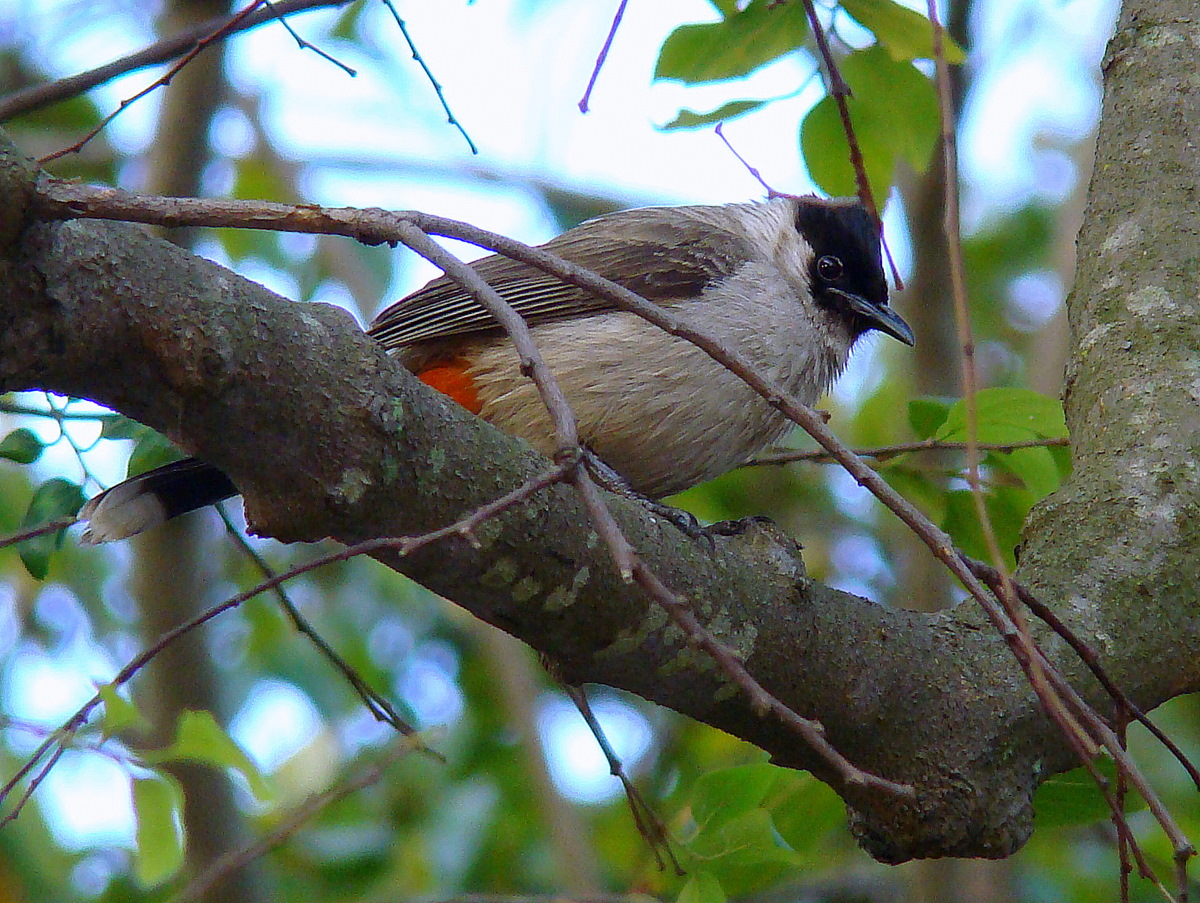
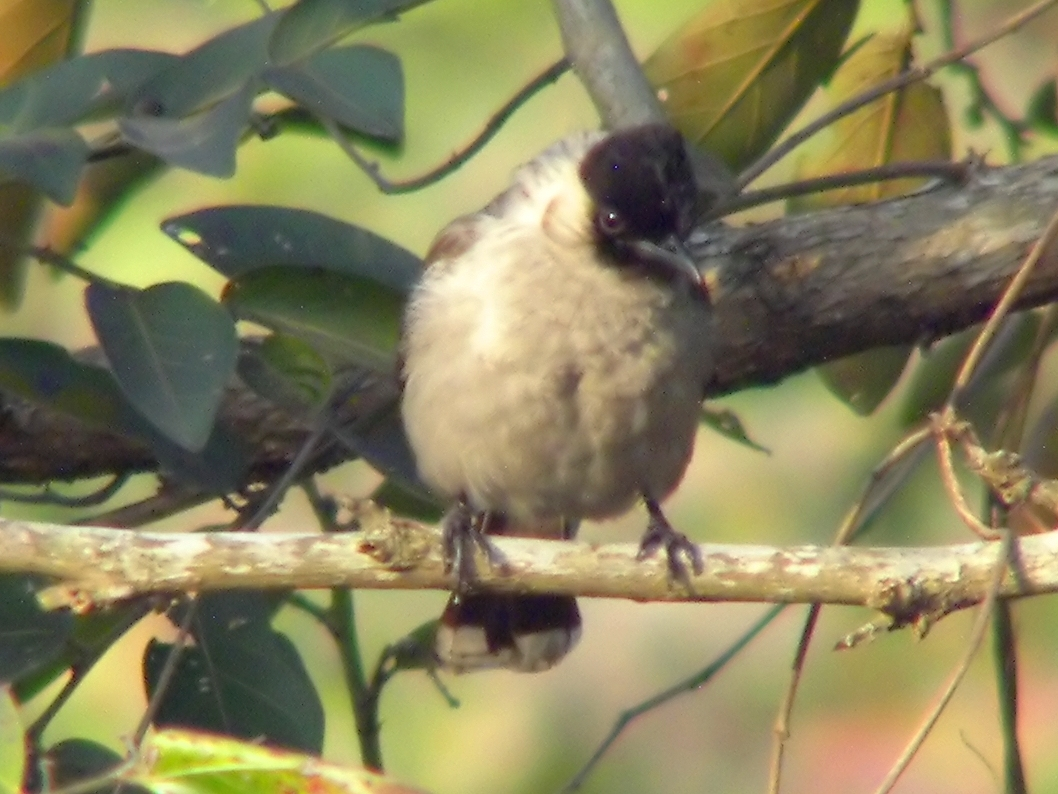